# Chassalia lukwangulensis
Chassalia lukwangulensis är en måreväxtart som beskrevs av Mats Thulin. Chassalia lukwangulensis ingår i släktet Chassalia och familjen måreväxter.
Artens utbredningsområde är Tanzania. Inga underarter finns listade i Catalogue of Life.